# Kelly Holmes

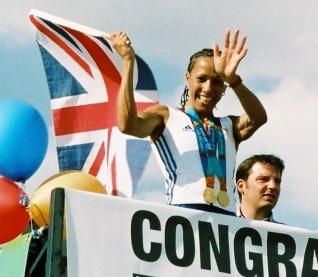
Kelly Holmes tijdens de inhuldiging in haar woonplaats Hildenborough na de OS van 2004.

Kelly Holmes DBE (Pembury, Kent, 19 april 1970) is een voormalige Britse middellangeafstandsloopster. Ze werd tweemaal olympisch kampioene en won twee gouden medailles op de Gemenebestspelen.

## Biografie

### In militaire dienst
Haar vader, Derrick Holmes, is geboren in Jamaica; haar moeder, Pam Norman, is een Engelse. Toen Kelly twee jaar was, trouwde haar moeder met Michael Norris, die ze als haar vader beschouwt. Op school blonk ze al uit in atletiek.
Haar held was in die periode middellangeafstandsloper Steve Ovett en ze raakte geïnspieerd door diens succes op de Olympische Spelen in 1980. Toen ze achttien jaar was, keerde zij de atletiek echter de rug toe en ging ze in dienst bij het Britse leger. Hierin deed zij aan volleybal en werd ze zelfs judokampioene.
Nadat ze op de televisie Lisa York had zien lopen op de 3000 m tijdens de Olympische Spelen van 1992, die ze vroeger al eens had verslagen, besloot ze weer aan atletiek te gaan doen.

### OS 1996: geremd door blessure
Op de Gemenebestspelen van 1994 won Holmes de 1500 m, haar favoriete afstand. Op de Olympische Spelen van 1996 in Atlanta eindigde ze als vierde op de 800 m, ondanks een stressfractuurtje in haar linkerbeen. Zij nam vervolgens ook deel aan de 1500 m, maar nadat zij de eerste drie ronden de pijn had verbeten en aan de leiding had gelegen, werd die haar in de laatste ronde te veel en eindigde zij gedesillusioneerd als elfde. Ook het jaar erop had ze te kampen met blessures. Het speelde haar parten op de wereldkampioenschappen in Athene, want daar haalde Holmes in de voorrondes van de 1500 m de finish niet.

### OS 2000: eenmaal brons
Op de Olympische Spelen van 2000 in Sydney viel ze op de 800 m ditmaal wél in de prijzen en won ze een bronzen medaille achter Maria Mutola (goud) uit Mozambique. Holmes werd later trainingspartner van Mutola en ging vaak naar Afrika om met haar te trainen.
In 2002 won Holmes op de Gemenebestspelen van 2002 andermaal de 1500 m en op de Europese kampioenschappen in München dat jaar veroverde zij op de 800 m in 1.59,83 de bronzen plak, achter de Slowaakse Jolanda Čeplak (eerste in 1.57,65) en de Spaanse Mayte Martínez (tweede in 1.58,86). En in 2003 liep ze eerst tijdens de wereldindoorkampioenschappen in Birmingham naar het zilver op de 1500 m achter Regina Jacobs (eerste in 4.01,67) in de nationale recordtijd van 4.02,66, om vervolgens ook op de 800 m achter Maria Mutola het zilver te veroveren op de WK in Parijs en tijdens de eerste wereldatletiekfinale.
In 2003 liep Holmes tijdens een trainingskamp voor de Olympische Spelen van 2004 opnieuw een aantal blessures op. Hierdoor raakte ze in een diepe depressie en begon zichzelf te verminken. Met behulp van serotonine-tabletten raakte ze hier weer uit.

### OS 2004: tweemaal goud
Was ze aan het begin van 2004 nog niet geheel de oude, getuige haar negende plaats op de 1500 m in 4.12,30 tijdens de WK indoor in Boedapest, op de Spelen in Athene kwam ze later dat jaar weer volledig fit aan de start van de 800 m. Op haar 34e slaagde ze erin om het goud te behalen, vóór Hasna Benhassi en Jolanda Čeplak; Maria Mutola werd vijfde. Daarmee werd ze meteen de grote favoriete voor de 1500 m, haar voorkeursafstand. En ze won ook die afstand, vóór wereldkampioene Tatjana Tomasjova uit Rusland. Slechts Tatjana Kazankina in 1976 en Svetlana Masterkova in 1996 hadden op Olympische Spelen deze dubbel eerder behaald. Holmes werd ook de eerste Britse die twee gouden olympische medailles won.
Voor haar prestatie werd Holmes uitgebreid gehuldigd; aan het eind van 2004 werd zij onderscheiden met de benoeming tot Dame Commandeur in de Orde van het Britse Rijk en werd zij verkozen tot Britse sportpersoonlijkheid van het jaar.

### Einde atletiekloopbaan en later
Op 6 december 2005 kondigde Holmes het einde van haar atletiekcarrière aan, wegens een hardnekkige blessure aan haar achillespees en een gebrek aan motivatie.
In 2008 richtte zij de 'Dame Kelly Holmes Legacy Trust' op, een organisatie die zich ten doel stelt om zowel jonge atleten als jonge mensen in het algemeen in Groot-Brittannië in hun leven te ondersteunen.
In mei 2009 werd Holmes benoemd tot de nieuwe president van 'Commonwealth Games England', het bestuurlijk lichaam van het Engelse team voor de Gemenebestspelen. Ze volgde hierin oud-atleet Chris Chataway op, die deze functie sinds 1994 had bekleed.
In 2010 werd Kelly Holmes opgenomen in de 'Hall of Fame' van de Engelse Atletiek.

## Titels
- Olympisch kampioene 800 m - 2004
- Olympisch kampioene 1500 m - 2004
- Gemenebestkampioene 1500 m - 1994, 2002
- Brits kampioene 800 m - 1993, 1995, 1996, 1997, 1999, 2000, 2001, 2004
- Brits kampioene 1500 m - 1994, 1996, 2002
- Brits indoorkampioene 800 m - 2001, 2004

## Persoonlijke records
Outdoor
| Onderdeel   | Prestatie    | Datum            | Plaats    |
| ----------- | ------------ | ---------------- | --------- |
| 200 m       | 25,29        | 1995             |           |
| 400 m       | 53,8         | 1 januari 1996   |           |
| 600 m       | 1.25,41      | 2 september 2003 | Luik      |
| 800 m       | 1.56,21 (NR) | 9 september 1995 | Monaco    |
| 1000 m      | 2.32,55 (NR) | 15 juni 1997     | Leeds     |
| 1500 m      | 3.57,90 (NR) | 28 augustus 2004 | Athene    |
| 1 Eng. mijl | 4.28,04      | 30 augustus 1998 | Glasgow   |
| 3000 m      | 9.01,91      | 13 juli 2003     | Gateshead |

Indoor
| Onderdeel | Prestatie       | Datum            | Plaats     |
| --------- | --------------- | ---------------- | ---------- |
| 800 m     | 1.59,21 (ex-NR) | 9 februari 2003  | Gent       |
| 1000 m    | 2.32,96 (ex-NR) | 20 februari 2004 | Birmingham |
| 1500 m    | 4.02,66 (NR)    | 16 maart 2003    | Birmingham |

## Prestaties

### 800 m
Kampioenschappen
- 1995:  WK - 1.56,95
- 1995:  Grand Prix Finale - 1.56,21
- 1996:  Europacup - 1.58,20
- 1996: 4e OS - 1.58,81
- 2000:  OS - 1.56,80
- 2001: 6e WK - 1.59,72
- 2001:  Grand Prix Finale - 2.00,02
- 2001:  Goodwill Games - 1.59,27
- 2002:  EK - 1.59,83
- 2003:  WK - 2.00,18
- 2003:  Wereldatletiekfinale - 1.56,92
- 2004:  OS - 1.56,38

Golden League-podiumplekken
- 2001:  Weltklasse Zürich – 1.57,88
- 2001:  Memorial Van Damme – 1.57,90

### 1500 m
Kampioenschappen
- 1994:  Gemenebestspelen - 4.08,86
- 1994:  Europacup - 4.06,48
- 1994:  Wereldbeker - 4.10,81
- 1994:  EK - 4.19,30
- 1995:  Europacup - 4.07,02
- 1995:  WK - 4.03,04
- 1996: 11e OS - 4.07,46
- 1997:  Europacup - 4.04,79
- 1997: DNF (serie) WK
- 1998:  Gemenebestspelen - 4.06,10
- 2000: 7e OS - 4.08,20
- 2002:  Gemenebestspelen - 4.05,99
- 2003:  WK indoor - 4.02,66 (NR)
- 2004: 9e WK indoor - 4.12,30
- 2004:  OS - 3.57,90
- 2004:  Wereldatletiekfinale - 4.04,55

Golden League-podiumplekken
- 2002:  Meeting Gaz de France – 4.06,15
- 2002:  Golden Gala – 4.01,91
- 2004:  Weltklasse Zürich – 4.03,48
- 2004:  ISTAF – 4.04,49

## Onderscheidingen
- Europees atlete van het jaar - 2004
- Europees sportvrouw van het jaar (Evgen Bergant Trofee) - 2004
- Laureus World Sports Award - 2005

| Logo van de Olympische Spelen | Goud | Zilver | Brons | Logo van de Olympische Spelen |
|                               | 2    | 0      | 1     |                               |

1928: Lina Radke ·
1960: Ljoedmila Sjevtsova ·
1964: Ann Packer ·
1968: Madeline Manning ·
1972: Hildegard Falck ·
1976: Tatjana Kazankina ·
1980: Nadezjda Olizarenko ·
1984: Doina Melinte ·
1988: Sigrun Wodars ·
1992: Ellen van Langen ·
1996: Svetlana Masterkova ·
2000: Maria Mutola ·
2004: Kelly Holmes ·
2008: Pamela Jelimo ·
2012: Caster Semenya ·
2016: Caster Semenya ·
2020: Athing Mu ·
2024: Keely Hodgkinson
1972: Ljoedmila Bragina ·
1976: Tatjana Kazankina ·
1980: Tatjana Kazankina ·
1984: Gabriella Dorio ·
1988: Paula Ivan ·
1992: Hassiba Boulmerka ·
1996: Svetlana Masterkova ·
2000: Nouria Mérah-Benida ·
2004: Kelly Holmes ·
2008: Nancy Langat ·
2012: Maryam Jamal ·
2016: Faith Kipyegon ·
2020: Faith Kipyegon ·
2024: Faith Kipyegon
Mannen: 2000: Tiger Woods · 2001: Tiger Woods · 2002: Michael Schumacher · 2003: Lance Armstrong · 2004: Michael Schumacher · 2005: Roger Federer · 2006: Roger Federer · 2007: Roger Federer · 2008: Roger Federer · 2009: Usain Bolt · 2010: Usain Bolt · 2011: Rafael Nadal · 2012: Novak Djokovic · 2013: Usain Bolt · 2014: Sebastian Vettel · 2015: Novak Djokovic · 2016: Usain Bolt · 2017: Novak Djokovic · 2018: Roger Federer · 2018: Novak Djokovic · 2020: Lewis Hamilton en Lionel Messi · 2021: Rafael Nadal · 2022: Max Verstappen · 2023: Lionel Messi

Vrouwen: 2000: Marion Jones · 2001: Cathy Freeman · 2002: Jennifer Capriati · 2003: Serena Williams · 2004: Annika Sörenstam · 2005: Kelly Holmes · 2006: Janica Kostelić · 2007: Jelena Isinbajeva · 2008: Justine Henin · 2009: Jelena Isinbajeva · 2010: Serena Williams · 2011: Lindsey Vonn · 2012: Vivian Cheruiyot · 2013: Jessica Ennis · 2014: Missy Franklin · 2015: Genzebe Dibaba · 2016: Serena Williams · 2017: Simone Biles · 2018: Serena Williams · 2019: Simone Biles · 2020: Simone Biles · 2021: Naomi Osaka · 2022: Elaine Thompson-Herah · 2023: Shelly-Ann Fraser-Pryce
- World Athletics: 14275347
- International Standard Name Identifier: 0000 0000 3742 0819
- Library of Congress Control Number: nb2007005329
- Système universitaire de documentation: 113152825
- Virtual International Authority File: 11832224
- WorldCat: E39PBJdWMm6MpJGBf3cQwTKfMP